# Districtul Cheb
Okres Cheb (germană Eger) este situat în partea de vest a Cehiei.  Districtul ocupă o parte a regiunii Karlovy Vary (Karlsbad).  Are o suprafață de 1.046 km², o populație de  93.112 de locuitori, 39 comune și 154 de localități (část obcí).

## Orașe și comune
1. Aš (Asch) - oras
2. Dolní Žandov (Untersandau)
3. Drmoul (Dürrmaul)

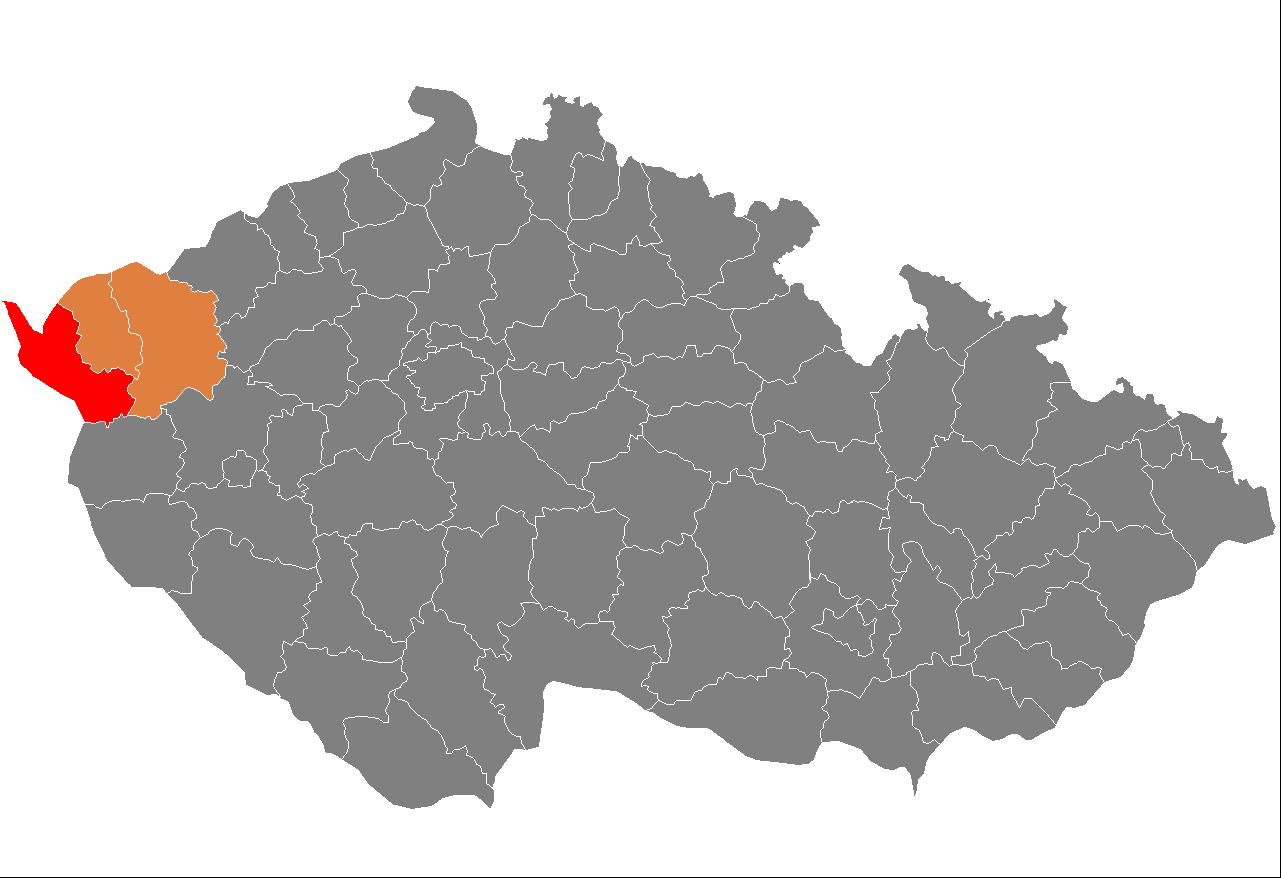
Okres Cheb

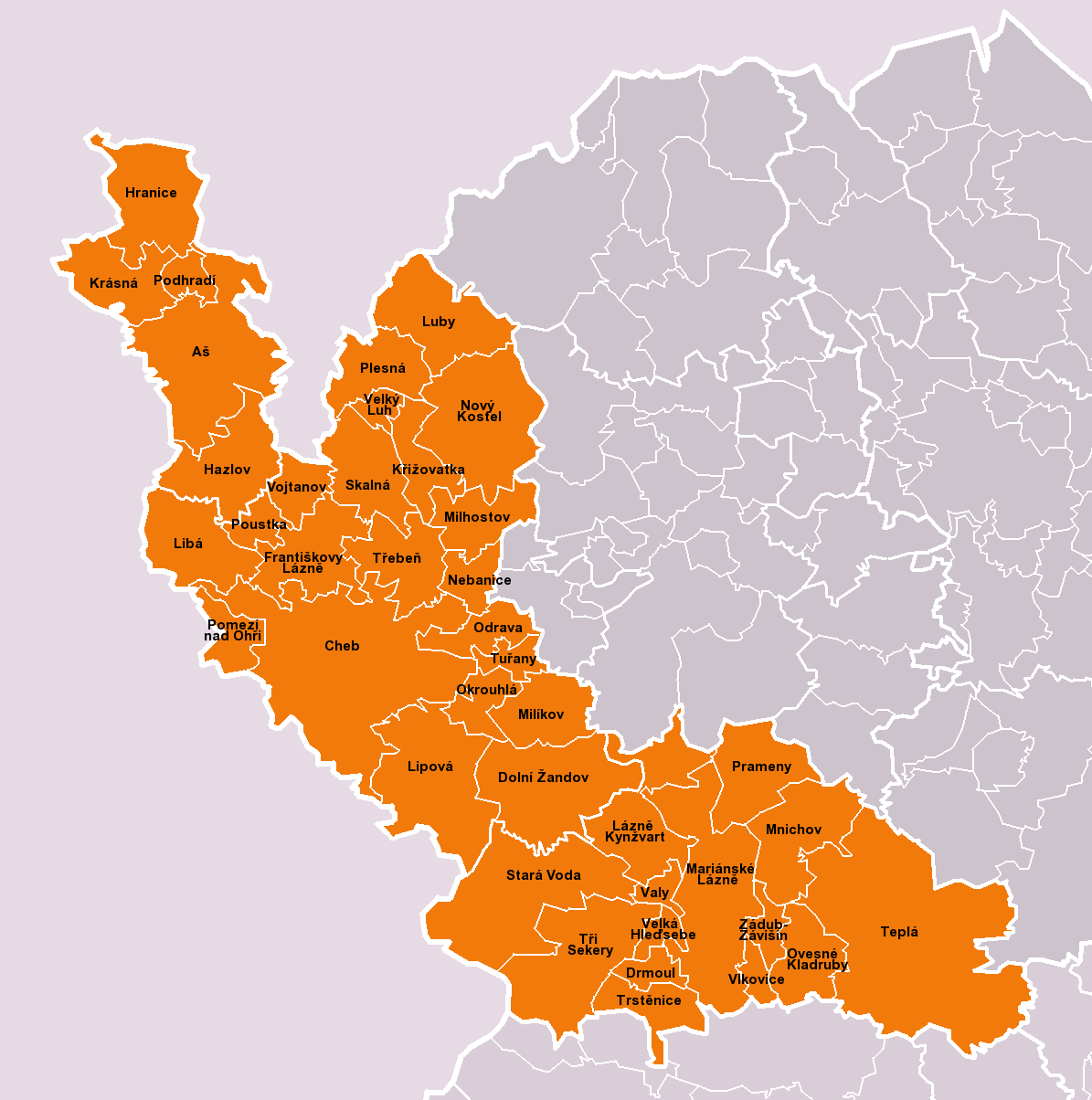
Okres Cheb

4. Františkovy Lázně (Franzensbad) - oraș
5. Hazlov (Haslau)
6. Hranice (Roßbach) - oraș
7. Cheb (Eger) - oras
8. Krásná (Schönbach b. Asch)
9. Křižovatka (Klinghart)
10. Lázně Kynžvart (Bad Königswart)
11. Libá (Liebenstein)
12. Lipová (Lindenhau)
13. Luby (Schönbach)
14. Mariánské Lázně (Marienbad) - oraș
15. Milhostov (Mühlessen)
16. Milíkov (Miltigau)
17. Mnichov (Einsiedl (Kaiserwald))
18. Nebanice (Nebanitz)
19. Nový Kostel (Neukirchen)
20. Odrava (Kulsam)
21. Okrouhlá (Schreibenreuth)
22. Ovesné Kladruby (Habakladrau)
23. Plesná (Fleißen)
24. Podhradí (Neuberg)
25. Pomezí nad Ohří (Mühlbach)
26. Poustka (Oed)
27. Prameny (Sangerberg)
28. Skalná (Wildstein)
29. Stará Voda (Altwasser)
30. Teplá (Tepl) - oras
31. Trstěnice (Neudorf b. Plan)
32. Třebeň (Trebendorf)
33. Tři Sekery (Dreihacken)
34. Tuřany (Thurn)
35. Valy (Schanz)
36. Velká Hleďsebe (Groß Sichdichfür)
37. Velký Luh (Großloh)
38. Vlkovice (Wilkowitz)
39. Vojtanov (Voitersreuth)
40. Zádub-Závišín (Hohendorf - Abaschin)